# Arthonia glaucomaria
Arthonia glaucomaria är en lavart som först beskrevs av och som fick sitt nu gällande namn av William Nylander. 
Arthonia glaucomaria ingår i släktet Arthonia och familjen Arthoniaceae. Inga underarter finns listade i Catalogue of Life.
I den svenska databasen Dyntaxa används istället namnet Arthonia varians för samma taxon.  Arten är reproducerande i Sverige.